# Mahmud Iskandar Ismail
Sultan Mahmud Iskandar Al-Haj ibni Ismail Al-Khalidi (8. april 1932 – 22. januar 2010) var den ottende Yang di-Pertuan Agong (groft sagt svarende til en konge) af Malaysia fra d. 26. april 1984 til 25. april 1989. Han efterfulgte sin far Sultan Ismail efter dennes død i 1981 og blev dermed den 24. Sultan af Johor.

## Citater
1. ↑  JOHOR (Sultanate) hentet 3. januar 2009
2. ↑  Negara Brunei Darussalam: A Biographical Dictionary (1860–1996), Horton, pg 290
3. ↑  Siapa kebal, Mahathir atau raja-raja Melayu?, Yahaya Ismail, pg 42